# Runnin' (From tha Police)
«Runnin' (From Tha Police)» es un sencillo de 1995 de 2Pac con The Notorious B.I.G., Stretch, Dramacydal y Buju Banton. La canción es una de las pocas entre 2Pac y The Notorious B.I.G., ya que al poco tiempo comenzó la enemistad entre las costas Este y Oeste, liderada por ambos raperos. 
Cuatro de los seis artistas que participan en la canción han sido asesinados: 2Pac, Biggie, Yaki Kadafi y Stretch.

## Significado de la canción
"Runnin' (From tha Police)" trata de los problemas de los raperos con la policía. La lírica contiene insultos hacia los agentes de policía, e incluso la alusión a la posibilidad de matarlos (***two cops is on the milk box***, missing, o let's serve these motherfuckers slugs [bullets] as a fucking meal.
El estilo musical de la canción es inusual por parte de 2Pac, con un ritmo reggae y un cantante de reggae, Buju Banton, cantando el estribillo.

## Lanzamientos
"Runnin' (From tha Police)" iba a aparecer en el álbum de 2Pac Me Against The World en 1995, pero fue cancelado debido al tiroteo de 1994 que le llevó a enfrentarse con Biggie.
La canción fue lanzada un año después con un diferente verso de 2Pac, como parte de un álbum recopilatrio de hip-hop titulado One Million Strong, que también incluye canciones de Mobb Deep, Dr. Dre, Snoop Doggy Dogg, Bone Thugs-N-Harmony y Sunz of Man, entre otros.

## Remixes y legado
En 2003, Runnin' (Dying to Live), un remix de la canción producido por Eminem, formó parte de la banda sonora de Tupac Resurrection. Esta versión difiere mucho de la original, utilizando un verso diferente de 2Pac y excluyendo las partes de Yaki Kadafi, Stretch y Buju Banton. Además, utiliza un sample de la canción "Dying to Live" de Edgar Winter en el estribillo. La canción ocupó el puesto #19 en el The Billboard Hot 100, y es más popular que la original. 
En 2006, Ludacris usó un sample de las primeras palabras de Biggie en la canción (I grew up a fucking screw up / Got introduced to the game / Got an ounce and fucking blew up) como estribillo de su canción "Grew Up a Screw Up".

## Lista de canciones
1. «Runnin' (From tha Police)» (Stone's Radio RMX)
2. «Runnin' (From tha Police)» (Stone's RMX Full Length)
3. «Runnin' (From tha Police)» (Stone's Original Vibe Mix)
4. «Runnin' (From tha Police)» (RMX Full TV Track)
5. «Runnin' (From tha Police)» (RMX Full Instrumental)